# Sainte-Anne (Doubs)
Sainte-Anne ist eine französische Gemeinde mit 52 Einwohnern (Stand: 1. Januar 2022) im Département Doubs in der Region Bourgogne-Franche-Comté.

## Geographie
Sainte-Anne liegt auf 631 m über dem Meeresspiegel, etwa 22 Kilometer südwestlich von Ornans und 31 km südlich der Stadt Besançon (Luftlinie). Das Dorf erstreckt sich im Jura, auf einer Hochfläche südwestlich der Karstquelle des Lison und östlich des Mont Poupet.
Die Fläche des 6,64 km² großen Gemeindegebiets umfasst einen Abschnitt des französischen Juras. Der zentrale Teil des Gebietes wird von der Hochfläche von Sainte-Anne eingenommen, die auf durchschnittlich 640 m liegt und überwiegend von Wiesland bestanden ist. Das Plateau befindet sich auf verkarstetem Untergrund und beheimatet die 117 Meter tiefen Schachthöhle Gouffre de la Baume. Ein Geländekamm, auf dem mit 742 m die höchste Erhebung von Sainte-Anne erreicht wird, bildet die westliche Grenze und trennt das Plateau vom tief eingeschnittenen Tal Bief de Vau. Gegen Osten fällt die Hochfläche steil zum tiefen Erosionstal des Petit Lison ab, der in einem Bogen zum Lison fließt. Im Nordosten läuft das Plateau in einem markanten, schmalen Vorsprung oberhalb des Talkessels von Nans-sous-Sainte-Anne aus. Nach Südosten erstreckt sich das Gemeindeareal über die Talfurche des Petit Lison bis in den Bois de Chalem (705 m).
Nachbargemeinden von Sainte-Anne sind Nans-sous-Sainte-Anne im Norden, Crouzet-Migette im Osten, Villeneuve-d’Amont und Dournon im Süden sowie Cernans und Geraise im Westen.

## Geschichte
Das Dorf Sainte-Anne wurde in der ersten Hälfte des 12. Jahrhunderts gegründet. Das Gebiet gehörte damals dem Kloster Buillon. Der Abt überließ es Hugues de Rans, der auf dem strategisch hervorragend geschützten Vorsprung über dem Tal des Lison die mittelalterliche Burg Sainte-Anne erbauen ließ. Im Jahr 1237 gelangte die Burg unter die Oberhoheit der Herren von Chalon. Urkundlich erwähnt wird das Dorf als Sancta Anna erstmals 1152. Im Lauf der Zeit wandelte sich die Schreibweise über Saint Agne (1292), Saint Aigne (1311) und Sante Agne (1352) zu Sainte Anne (1413). 
Im Dreißigjährigen Krieg konnte die Burg Sainte-Anne von den Truppen des Herzogs Bernhard von Sachsen-Weimar nicht eingenommen werden. Sie fiel jedoch 1674 beim Einmarsch der Truppen des Königs Ludwig XIV. und wurde zusammen mit dem Burgflecken zerstört. Zusammen mit der Franche-Comté gelangte Sainte-Anne mit dem Frieden von Nimwegen 1678 definitiv an Frankreich. Heute ist Sainte-Anne Mitglied des Gemeindeverbandes Loue-Lison.

## Sehenswürdigkeiten

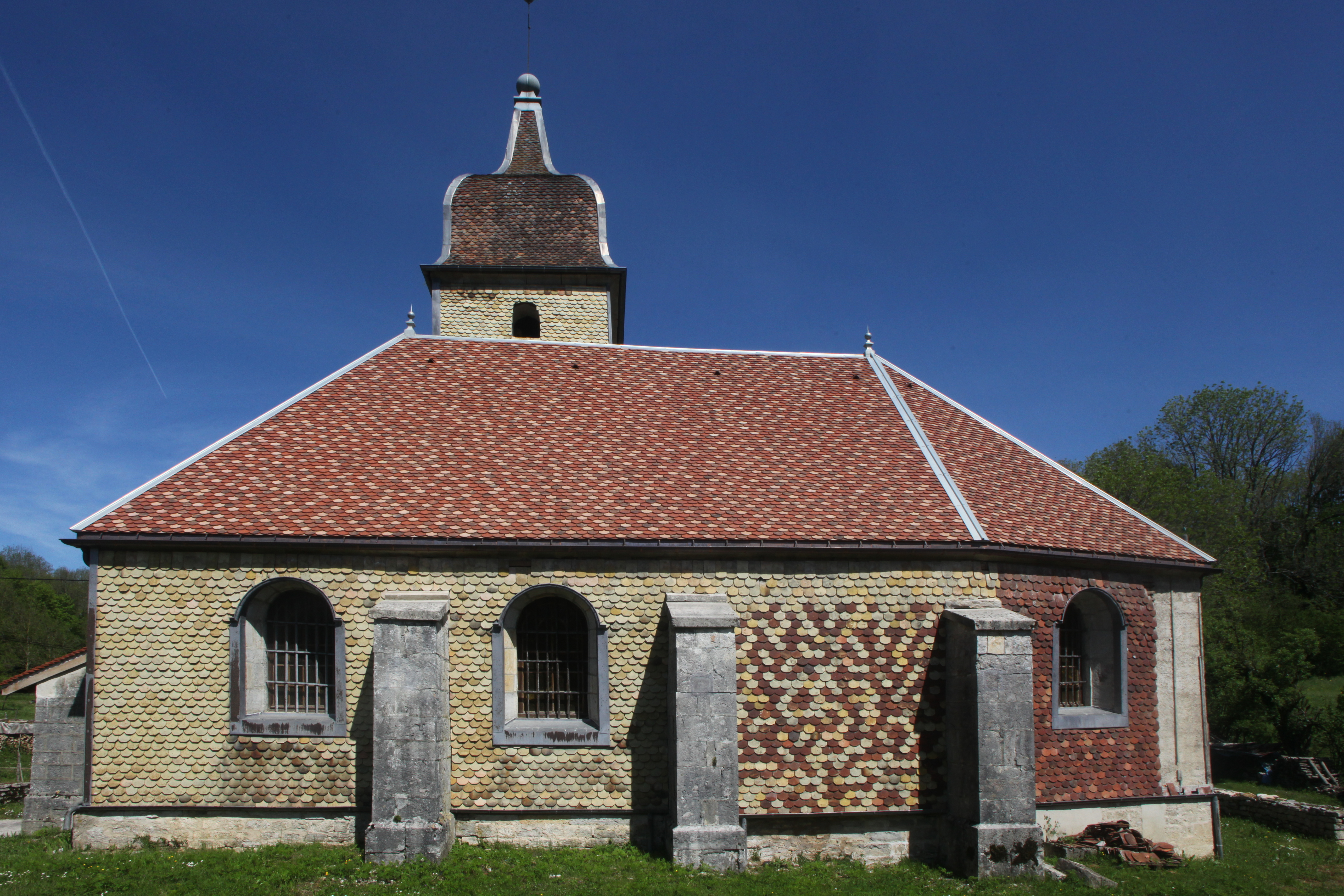
Kirche Saint-Thiébaud

Die heutige Dorfkirche Saint-Thiébaud in Sainte-Anne wurde 1689 erbaut und ersetzte die 1674 zerstörte Burgkirche. Von der ehemaligen Burg Sainte-Anne aus dem 13. Jahrhundert sind Ruinen sichtbar. Im alten Ortskern sind zahlreiche Bauernhäuser im charakteristischen Stil der Franche-Comté aus dem 17. bis 19. Jahrhundert erhalten. Der 1875 bis 1880 erbaute Pont du Diable führt über die Schlucht des Petit Lison und stellt die Verbindung mit Crouzet-Migette her.

## Bevölkerung
| Jahr                       | 1962 | 1968 | 1975 | 1982 | 1990 | 1999 | 2006 | 2016 |
| Einwohner                  | 64   | 65   | 51   | 36   | 37   | 29   | 32   | 39   |
| Quellen: Cassini und INSEE |      |      |      |      |      |      |      |      |

Mit 52 Einwohnern (1. Januar 2022) gehört Sainte-Anne zu den kleinsten Gemeinden des Départements Doubs. Nachdem die Einwohnerzahl in der ersten Hälfte des 20. Jahrhunderts markant abgenommen hatte (1886 wurden noch 108 Personen gezählt), wurden seit Beginn der 1980er Jahre nur noch relativ geringe Schwankungen verzeichnet.

## Wirtschaft und Infrastruktur
Sainte-Anne war bis weit ins 20. Jahrhundert hinein ein vorwiegend durch die Landwirtschaft und die Forstwirtschaft geprägtes Dorf. Noch heute leben die Bewohner zur Hauptsache von der Tätigkeit im ersten Sektor. Außerhalb des primären Sektors gibt es nur wenige Arbeitsplätze im Dorf. Einige Erwerbstätige sind auch Wegpendler, die in den umliegenden größeren Ortschaften ihrer Arbeit nachgehen.
Die Ortschaft liegt abseits der größeren Durchgangsstraßen an einer Departementsstraße, die von Dournon nach Crouzet-Migette führt.